# Pyroluzit
Pyroluzit (Haidinger, 1827), chemický vzorec MnO2 (oxid manganičitý), je čtverečný minerál. Starší český název je burel. Název je složen z řeckých slov pyr – oheň a loýo – mýt, neboť byl používán k odstraňování skvrn při výrobě skla.

## Původ
- Sekundární – hojný produkt oxidace železných rud s obsahem Mn nebo primárních Mn-rud. Běžně změnou manganitu.
- Sedimentární – sráží se v bažinách a jezerech, na dně oceánů tvoří konkrece.
- Hydrotermální – nízkoteplotní fáze rudních žil.

## Získávání
MnO2 se dá získat spalováním manganistanu draselného za uvolňování kyslíku.

## Morfologie

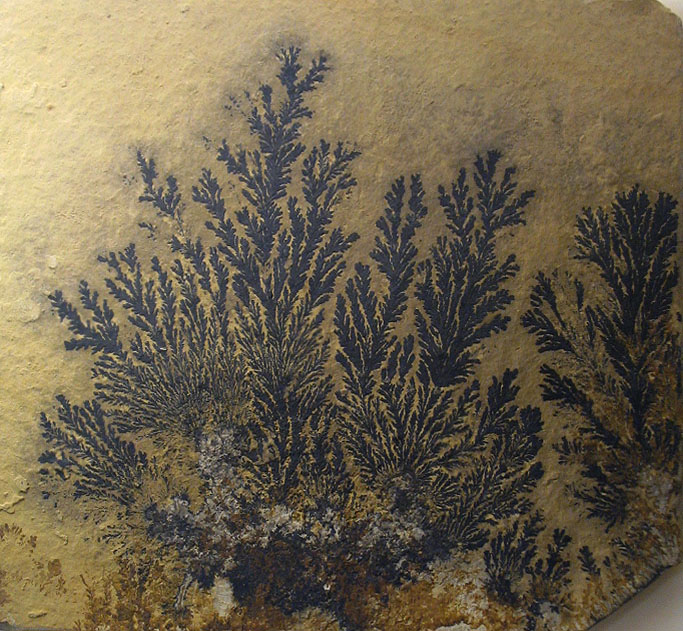
Dendritický pyroluzit

Krystaly jsou velmi vzácné, dlouze nebo krátce prizmatické souběžně s [001], čtvercového průřezu. Nejčastěji tvoří agregáty celistvé, vláknité, nebo hroznovité či povlaky, dendrity, hlízy a krápníky. Vzácně i drúzy mikroskopických krystalů.
Dendritické uzavřeniny pyroluzitu v chalcedonu se nazývají mechový achát.

## Vlastnosti
- Fyzikální vlastnosti: Tvrdost 6–6,5 (2 zemitý), hustota 5 g/cm³, štěpnost dokonalá podle {110}, lom nerovný, hořlavý.
- Optické vlastnosti: Barva: šedá až černá, někdy kovově modré náběhové barvy. Lesk kovový, polokovový, matný, průhlednost: opakní, vryp kovově černý.
- Chemické vlastnosti: Složení: Mn 63,19 %, O 36,81 %. Před dmuchavkou se netaví. Rozpustný v HCl, při reakci uniká chlór.

## Odrůdy
- polianit – Vzácně se vyskytující vykrystalizovaný pyroluzit. Dříve se mělo zato, že se jedná o dva různé minerály. V současnosti již neplatný název.

## Podobné minerály
- antimonit, manganit, psilomelan

## Parageneze
- manganit, hollandit, hausmannit, braunit, chalkofanit, limonit, goethit, hematit, aj.

## Využití
- Manganová ruda – v metalurgii se mangan používá k odstranění síry a kyslíku z taveniny železa, jako přísada zvyšuje tvrdost oceli.
- Tzv. Hadfieldova ocel obsahuje cca 13 % manganu. Vyrábějí se z ní součástky odolné proti nárazu a opotřebení, např. čepy pojezdových pásů u pásových vozidel, nejnamáhanější součásti bagrů, rypadel, kolejových výhybek.
- Ve sklářství k odbarvování skla.
- V suchých článcích slouží jako depolarizátor. Oxid manganičitý je v těchto bateriových článcích (běžných i alkalických) obsažen v katodě. Je základem nabíjecí alkaliky, též zvané RAM baterie nebo pod komerčním názvem Pure energy.
- Oxid manganičitý obsahují některé druhy sochařských hlín.

## Naleziště
Hojný minerál.
- Česko – Horní Blatná, Jevíčko, Narysov aj.
- Slovensko – Borinka, Železník, Margecany, Gelnica
- Německo – Siegerland, Ilmenau
- Maďarsko – Epleny
- Ukrajina – Nikopol
- USA – Arizona, Kalifornie, Nové Mexiko, Utah
- a další.